# Wilhelm Wassmuss
Wilhelm Wassmuss (Ohlendorf, 14 febbraio 1880 – Berlino, 29 novembre 1931) è stato un diplomatico e agente segreto tedesco.

## Biografia
Cresciuto in una famiglia rurale, Wassmuss frequentò le scuole a Goslar e studiò giurisprudenza a Marburgo, Berlino e Gottinga. Imparò la lingua araba al Seminario orientale e nel 1905 fu assunto come aspirante dragomanno ("interprete") al Ministero degli Esteri, titolo di cui fu insignito al Consolato generale del Cairo nel 1914. I suoi diari sono considerati una preziosa fonte per comprendere lo spaccato di questo periodo relativo alle attività dell'Impero tedesco in Africa e nel Medio Oriente.
Nel 1914 Wassmuss guidò una spedizione assieme a Oskar von Niedermayer e a Werner Otto von Hentig volta a ingraziarsi il sovrano dell'Afghanistan, il quale effettivamente si schierò dalla parte degli Imperi centrali durante la prima guerra mondiale. In qualità di console a Shiraz, Wassmuss incoraggiò le tribù persiane a insorgere contro gli inglesi, un'iniziativa diplomatica che non fu autorizzata né dal Reichsleitung o dallo Stato Maggiore, né dall'ambasciata tedesca a Costantinopoli. Agli inizi di marzo del 1915 Wassmuss e i suoi pochi seguaci caddero in un'imboscata tesa dai britannici. Fuggito a Shiraz, Wassmuss rinunciò a ogni incarico ufficiale e fondò la società commerciale Wönckhaus & Co., con la quale prese ogni iniziativa di sua sponte.
Convinse alcune tribù del luogo a ribellarsi contro i britannici a Bushehr ma, rimasto senza rinforzi, nel marzo 1916 raggiunse le truppe turco-tedesche vicino a Baghdad. Dopo essere stato assaltato da alcuni predoni venne ospitato da un amico iraniano. Con la fine della prima guerra mondiale venne arrestato dagli inglesi sulla via per Teheran. Nel 1931 rientrò a Berlino dopo aver infruttuosamente tentato di avviare un progetto agricolo in Iran.
Dopo la sua morte Wassmuss divenne l'antagonista letterario di Thomas Edward Lawrence. I suoi falliti tentativi di insurrezione contro i britannici vennero descritti come un esempio di pessima strategia militare.